# Pismo kufickie

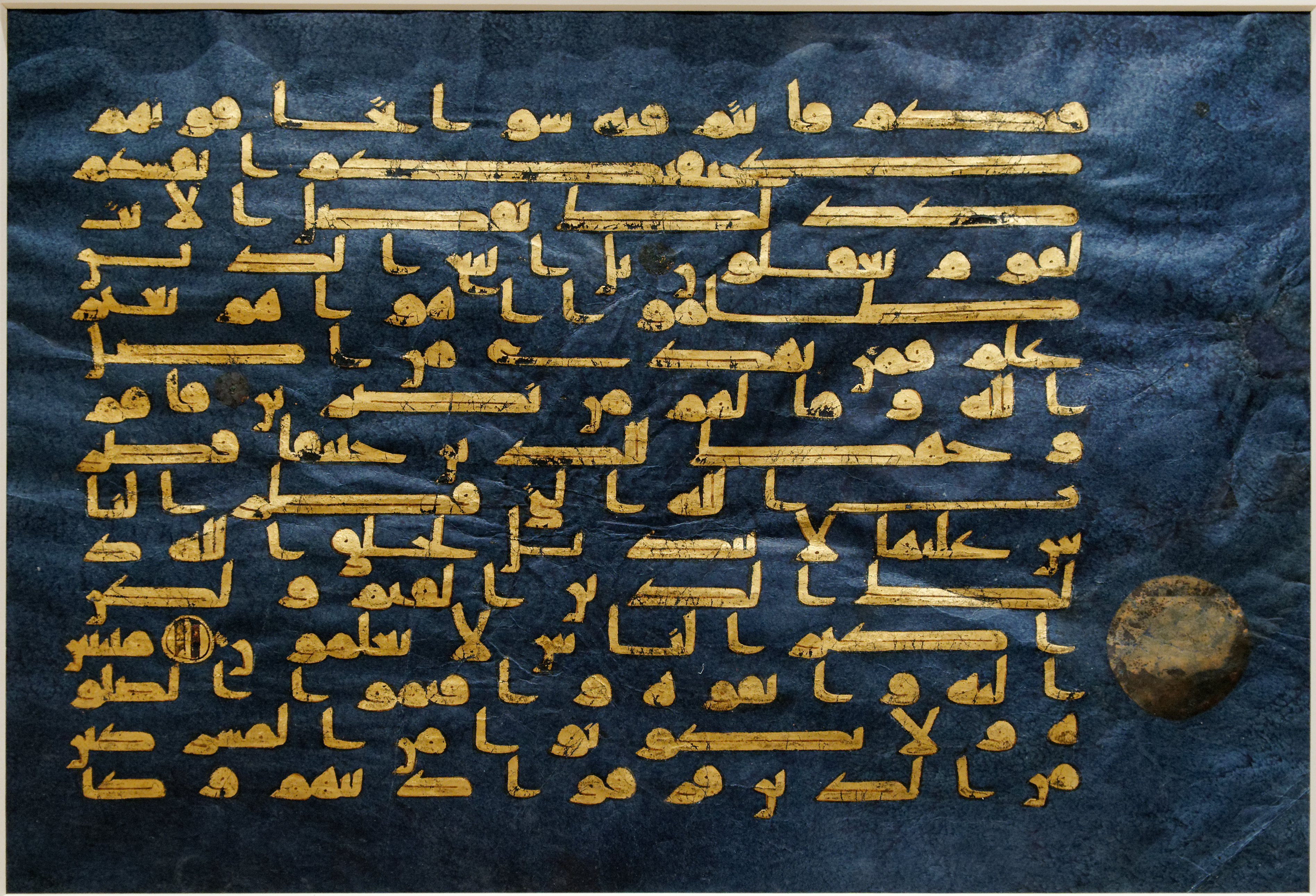
Strona Błękitnego Koranu (IX, X w.) sporządzonego w piśmie kufickim

Napis "Allahu Akbar" w piśmie kufickim na fladze Iraku

Pismo kufickie (kufickie od miasta Kufa w Iraku) – najstarsza forma kaligrafii arabskiej wywodząca się z Mezopotamii, charakteryzująca się kątami prostymi, stąd nazwa "pismo kwadratowe". Stosowano tę formę w najstarszych egzemplarzach Koranu, a także - ze względu na jej monumentalny charakter - w inskrypcjach na ścianach meczetów. Często występuje na wczesnych monetach tureckich.